# Jens Eilstrup Rasmussen

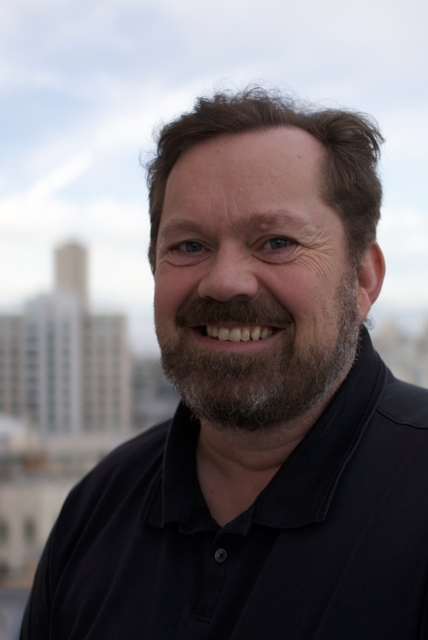
Rasmussen em 2014

Jens Eilstrup Rasmussen é um desenvolvedor de software da Dinamarca, inventor do Google Mapas. O Google Mapas ganhou dois prêmios Webby em 2006, um na categoria Serviços Gerais do Site e outro na categoria Melhores Práticas.